# Assiminea infima
Assiminea infima är en snäckart som beskrevs av S. S. Berry 1947. Assiminea infima ingår i släktet Assiminea och familjen Assimineidae. Inga underarter finns listade i Catalogue of Life.